# 河芸町
河芸町（かわげちょう）は、三重県安芸郡にあった町。2006年1月1日、旧・津市等10市町村の合併により廃止した。現在は津市河芸地域となっている。

## 地理
町の西部は標高50 m前後の丘陵地帯で、東部は伊勢平野の平坦地となっている。町内の主要交通網（鉄道、国道）はいずれも東部の平坦地を通る。第一次産業の盛んな地域であったが、（平成の大合併以前の）津市や鈴鹿市に隣接することから、両市への通勤者が増加していた。

## 歴史
- 1954年（昭和29年）10月15日 - 河芸郡豊津村・上野村・黒田村が合併して河芸郡河芸町が発足。
- 1956年（昭和31年）9月30日 - 所属郡が安芸郡に変更。
- 1959年（昭和34年）6月27日 - 町章を制定。
- 1974年（昭和49年）10月15日 - 町民憲章を制定。
- 2006年（平成18年）1月1日 - 津市・久居市・安芸郡芸濃町・美里村・安濃町・一志郡香良洲町・一志町・白山町・美杉村と合併し、改めて津市が発足。同日河芸町廃止。

## 産業
- 農業 - 米、ミカン、レンコン、ハクサイ[1]
- 漁業 - イワシ、コウナゴ[1]
- 水産加工業 - 伊勢煮干し[1]

## 行政
- 町長:長谷川政春

## 交通

### 鉄道
- 近畿日本鉄道
  - 名古屋線：千里駅 - 豊津上野駅
- 伊勢鉄道
  - 伊勢線：伊勢上野駅 - 河芸駅

### 路線バス
- 三重交通

### 道路
- 国道23号が町の南北に突き抜けており、鈴鹿市や津市へのアクセスはよい。
- 国道306号

## 観光・レジャー
- 伊勢の海県立自然公園[1]
- マリーナ河芸[1]
- 岐阜マリンスポーツセンター（現・三重マリンセンター海の学舎）
- 本城山青少年公園（上野城跡）

※ざるやぶり神事

## 教育
学校
- 上野小学校
- 黒田小学校
- 千里ヶ丘小学校
- 豊津小学校
- 朝陽中学校

図書館
- 河芸町立図書館

## 著名な出身者
- 米倉守（美術評論家）
- 浅田真季（歌手、ラジオパーソナリティ）